# Románia címere

Románia címere

Románia címere (2016-ban elfogadott változatában) egy kék színű pajzs közepén egy sassal fején koronával, mely csőrében egy orthodox keresztet, karmaiban pedig kardot és jogart tart. A sas mellén egy öt részre osztott pajzs van, amelyen a jelenlegi állam történelmi alkotóelemeinek címerei láthatók: Havasalföld, Moldva, a Bánság és Erdély jelképei mellett, az alsó kettő közötti ötödik mezőben lévő két delfin a Fekete-tenger partvidékét, Dobrudzsát jelzi.

## Története
Az első világháború utáni új címert (a mai alapját) I. Ferdinánd román király személyes megbízására Köpeczi Sebestyén József magyar heraldikus tervezte 1921-ben.
2016-ban visszahelyezték a sas fejére az úgynevezett "acélkoronát".